# Мванги, Дэниел
Дэниел Мванги (англ. Daniel Mwangi; род. 20 ноября 1965) — кенийский боксёр, представитель наилегчайших весовых категорий. Выступал за национальную сборную Кении по боксу в 1980-х годах, победитель и призёр турниров международного значения, участник летних Олимпийских игр в Лос-Анджелесе.

## Биография
Дэниел Мванги родился 20 ноября 1965 года.
Впервые заявил о себе в боксе на взрослом международном уровне в сезоне 1980 года, когда вошёл в состав кенийской национальной сборной и принял участие в матчевой встрече со сборной ФРГ в Момбасе — в рамках наилегчайшей весовой категории по очкам уступил немецкому боксёру Штефану Гертелю.
В 1984 году в первом наилегчайшем весе выиграл бронзовую медаль на Кубке короля в Бангкоке. Благодаря череде удачных выступлений удостоился права защищать честь страны на летних Олимпийских играх в Лос-Анджелесе — в категории до 48 кг благополучно прошёл первого соперника по турнирной сетке, тогда как во втором бою на стадии 1/8 финала раздельным решением судей потерпел поражение от гватемальца Карлоса Мотты и выбыл из борьбы за медали.
После лос-анджелесской Олимпиады Мванги остался в составе боксёрской команды Кении на ещё один олимпийский цикл и продолжил принимать участие в крупнейших международных турнирах. Так, в 1985 году в первом наилегчайшем весе он выступил на Кубке мира в Сеуле, где в четвертьфинале был остановлен пуэрториканцем Рафаэлем Рамосом.
В 1986 году в наилегчайшей весовой категории одержал победу на Кубке короля в Бангкоке.
В 1987 году выступил на международном турнире Intercup в Хемсбахе, взял бронзу на Кубке короля в Бангкоке.